# Kardynałowie mianowani w latach 1073–1099
〈〈⇐〉〉Lista kardynałów mianowanych lub po raz pierwszy udokumentowanych w okresie od początku pontyfikatu Grzegorza VII (22 kwietnia 1073) do śmierci papieża Urbana II (29 lipca 1099) oraz pseudokardynałów mianowanych przez antypapieża Klemensa III (Wiberta z Rawenny).
W nawiasach podane są okresy, w jakich kardynałowie ci są udokumentowani źródłowo.

## Pontyfikat Grzegorza VII (1073–1085)
1. Benedictus – kardynał prezbiter S. Prassede za pontyfikatu Grzegorza VII, zm. 1087
2. Deusdedit – kardynał prezbiter Ss. Giovanni e Paolo za pontyfikatu Grzegorza VII
3. Falco, rektor i dyspensator Ss. Cosma e Damiano in Mica aurea – kardynał prezbiter S. Maria in Trastevere (11 października 1075 – 3 kwietnia 1078)
4. Damianus OCam, rektor Fonte Avellana – kardynał diakon (23 marca 1076 – 18 marca 1086)
5. Cono – kardynał prezbiter S. Anastasia (kwiecień 1076 – 4 maja 1082)
6. Richardus OSB, opat. St.-Victor w Marsylii – kardynał prezbiter (7 maja 1078 – 1106), następnie arcybiskup Narbonne (1106 – luty 1121)
7. Atto, arcybiskup elekt Mediolanu – kardynał prezbiter S. Marco (1 listopada 1078 – zm. 1085)[1]
8. Deusdedit OSB – kardynał prezbiter S. Pietro in Vincoli (1 listopada 1078 – zm. 2 marca 1099)
9. Bruno – kardynał biskup Segni (1079 – październik 1111), następnie tylko biskup Segni[2] (zm. 18 lipca 1123)
10. Matthaeus – kardynał diakon S. Adriano (25 kwietnia 1080?)[3]
11. Johannes – kardynał prezbiter S. Maria in Trastevere (25 kwietnia 1080?)[3]
12. Petrus – kardynał prezbiter S. Sabina (25 kwietnia 1080?)[3]
13. Herimannus OSB – kardynał prezbiter Ss. IV Coronati (maj 1080 – 5 kwietnia 1098), biskup Brescii (2 lutego 1099 – pocz. 1116), zm. po 12 marca 1116
14. Oddo OSBCluny, przeor Cluny – kardynał biskup Ostii (24 kwietnia 1082 – 13 marca 1088), papież Urban II (13 marca 1088 – 29 lipca 1099)
15. Benedictus – kardynał prezbiter S. Pudenziana (4 maja 1082 – 30 listopada 1101)
16. Romanus – kardynał prezbiter S. Susanna (4 maja 1082 – 1091)
17. Bonussenior – kardynał prezbiter S. Maria in Trastevere (4 maja 1082 – 11 maja 1096), biskup Reggio-Emilia (5 kwietnia 1098 – maj 1118)
18. Innocentius – kardynał prezbiter (luty 1084 – zm. 20 października 1084?)[1]
19. Leo – kardynał prezbiter S. Lorenzo in Lucina (luty 1084 – 4 listopada 1084)[1]
20. Johannes OSB, opat Subiaco – kardynał diakon S. Maria in Domnica (luty 1084 – zm. 2 maja 1121)[4]
21. Crescentius – kardynał diakon (luty 1084)[1]
22. Rainerius OSB, opat S. Lorenzo fuori le mura – kardynał prezbiter S. Clemente[5] (13 marca 1088 – 13 sierpnia 1099), papież Paschalis II (13 sierpnia 1099 – 21 stycznia 1118)
23. Petrus Atenulfi OSB, opat S. Benedetto in Salerno – kardynał prezbiter (9 maja 1085 – 13 marca 1093)
24. Johannes – kardynał biskup Porto (9 maja 1087[6] – zm. 13 grudnia 1095)

## Kardynałowie mianowani przez Urbana II (1088–1099)
1. Johannes Coniulo OSB, subdiakon S.R.E. – kardynał diakon S. Maria in Cosmedin (15 października 1088 – 24 stycznia 1118), Papież Gelazjusz II (24 stycznia 1118 – 29 stycznia 1119)
2. Rogerius, subdiakon S.R.E. – kardynał diakon (1 sierpnia 1089 – marzec 1095)
3. Teuzo OSB – kardynał prezbiter Ss. Giovanni e Paolo (1 września 1091 – 15 listopada 1100)
4. Gualterius – kardynał biskup Albano (7 marca 1092 – 20 listopada 1100)
5. Albertus OSB – kardynał prezbiter S. Sabina (marzec 1095 – 15 października 1100), arcybiskup Siponto (15 października 1100 – zm. 13 stycznia 1116)
6. Hugo – kardynał diakon (marzec 1095 – 1099)[7]
7. Rangerius OSB, arcybiskup Reggio di Calabria (1091/92) – kardynał prezbiter S. Susanna (18 listopada 1095 – 20 lipca 1096)
8. Oddo OSBCluny – kardynał biskup Ostii (1096 – 21 marca 1102)
9. Milo, OSB – kardynał biskup Palestriny (1096 – zm. 1103)
10. Johannes Placentinus – kardynał prezbiter (maj 1096 – 1106), biskup Gubbio (1106)
11. Mauritius – kardynał biskup Porto (24 lutego 1098 – wrzesień 1101)
12. Benedictus OSB – kardynał prezbiter S. Susanna (zm. 29 listopada 1098?)
13. Johannes – kardynał prezbiter S. Anastasia (październik 1098 – zm. 7 marca 1108/13)
14. Bovo – kardynał biskup Tusculum (14 sierpnia 1099)
15. Bernardus de Uberti OSBVall, opat Vallombrosa i generał kongregacji wallombrozjan – kardynał prezbiter S. Crisogono (30 sierpnia 1099 – 4 listopada 1106), biskup Parmy (4 listopada 1106 – zm. 4 grudnia 1133)
16. Docibilis – kardynał diakon (wrzesień 1099 – 9 kwietnia 1100)
17. Paganus – kardynał diakon S. Maria Nuova (12 listopada 1099 – 14 maja 1101)
18. Benedictus – kardynał prezbiter Ss. Martino e Silvestro (15 maja 1101)[8]
19. Petrus – kardynał prezbiter S. Sisto (15 marca 1100[8] – 19 czerwca 1112)

## Kardynałowie mianowani przez antypapieża Klemensa III (1084–1100)
1. Johannes – kardynał biskup Ostii (4 listopada 1084 – 7 sierpnia 1098)
2. Albertus – kardynał biskup Santa Rufina (4 listopada 1084 – luty 1102), antypapież Albert (luty 1102 – marzec 1102), zm. po marcu 1102
3. Anastasius, kanonik w Toul – kardynał prezbiter S. Anastasia (4 listopada 1084 – 29 lipca 1099)
4. Warinus – kardynał prezbiter Ss. Apostoli (4 listopada 1084 – 29 lipca 1099)
5. Theodericus – kardynał diakon S. Maria in Via Lata (4 listopada 1084), kardynał biskup Albano (1098 – wrzesień 1100), antypapież Teodoryk (wrzesień 1100 – styczeń 1101), zm. 1102
6. Robertus – kardynał prezbiter S. Marco (27 lutego 1086 – 2 marca 1086), biskup Faenzy (9 marca 1086 – 3 stycznia 1104)
7. Regizo OSB, opat Farfa – kardynał biskup Sabiny (sierpień 1090 – sierpień 1092)
8. Deodatus – kardynał prezbiter S. Prassede (18 sierpnia 1091)
9. Adelmarius – kardynał prezbiter (1097 – 29 lipca 1099)
10. Guido – kardynał prezbiter S. Balbina (7 sierpnia 1098 – 18 października 1099)
11. Romanus – kardynał prezbiter S. Marco (7 sierpnia 1098 – 13 kwietnia 1118)
12. Octavianus – kardynał prezbiter S. Susanna (7 sierpnia 1098 – 18 października 1099)
13. Johannes – kardynał prezbiter S. Prisca (18 października 1099)
14. Romanus – kardynał prezbiter S. Ciriaco (18 października 1099)
15. Nicolaus OBas, opat S. Silvestro in Capite – kardynał prezbiter S. Sabina (18 października 1099)[9]
16. Petrus, archiprezbiter S. Agnese – kardynał diakon S. Adriano (18 października 1099)
17. Guido – kardynał diakon (18 października 1099)
18. Paganus – kardynał diakon S. Maria in Via Lata (18 października 1099)
19. Teuzo – kardynał prezbiter (15 marca 1118 – 13 kwietnia 1118)
20. Cencius – kardynał prezbiter S. Crisogono (15 marca 1118 – 13 kwietnia 1118)